# 1699

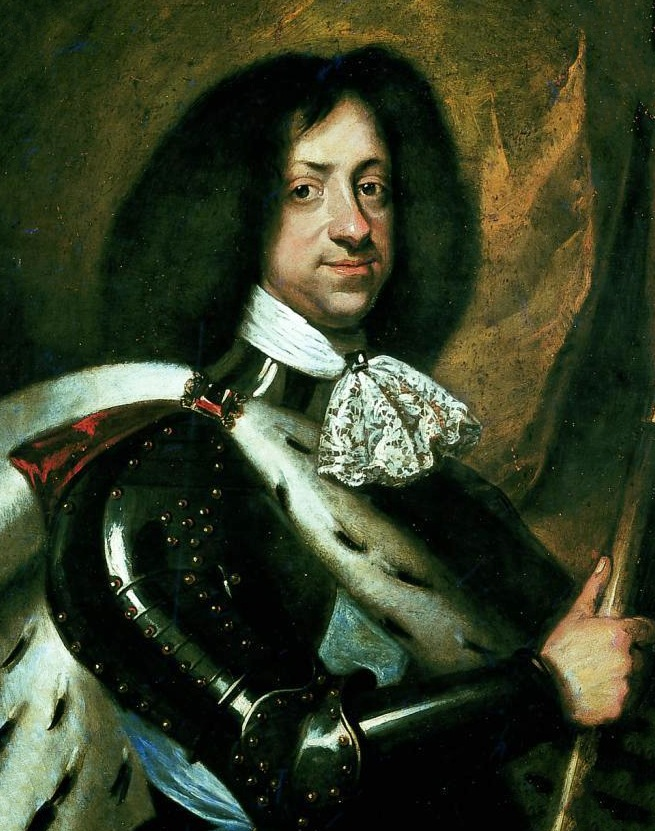
Christiaan V van Denemarken, overleden 25 augustus 1699

Het jaar 1699 is het 99e jaar in de 17e eeuw volgens de christelijke jaartelling.

## Gebeurtenissen
januari
- 26 - De Heilige Alliantie en het Osmaanse Rijk sluiten vrede in het Verdrag van Karlowitz. Heel Hongarije komt in Habsburgse handen.

februari
- 8 - Het garnizoen van het Fort Tonquin komt aan in Batavia. De VOC heeft de handelspost gesloten wegens moeilijkheden met de plaatselijke overheid.

april
- 14 - Geboorte van de Khalsa (Vaisakhi), waarbij de vijf piyares als eersten worden gedoopt tot het sikhisme.
- 29 - De Franse Académie des Sciences houdt in het Louvre haar eerste bijeenkomst.

zonder datum
- De Bank van Engeland geeft een gedrukt bankbiljet uit met een waarde van £ 555.

## Muziek
- De Franse componist Michel-Richard Delalande schrijft het motet Confitebor tibi domine
- Heinrich Ignaz Franz Biber schrijft de opera Tratenimento musicale del'Ossequio di Salisburgo

## Beeldende kunst

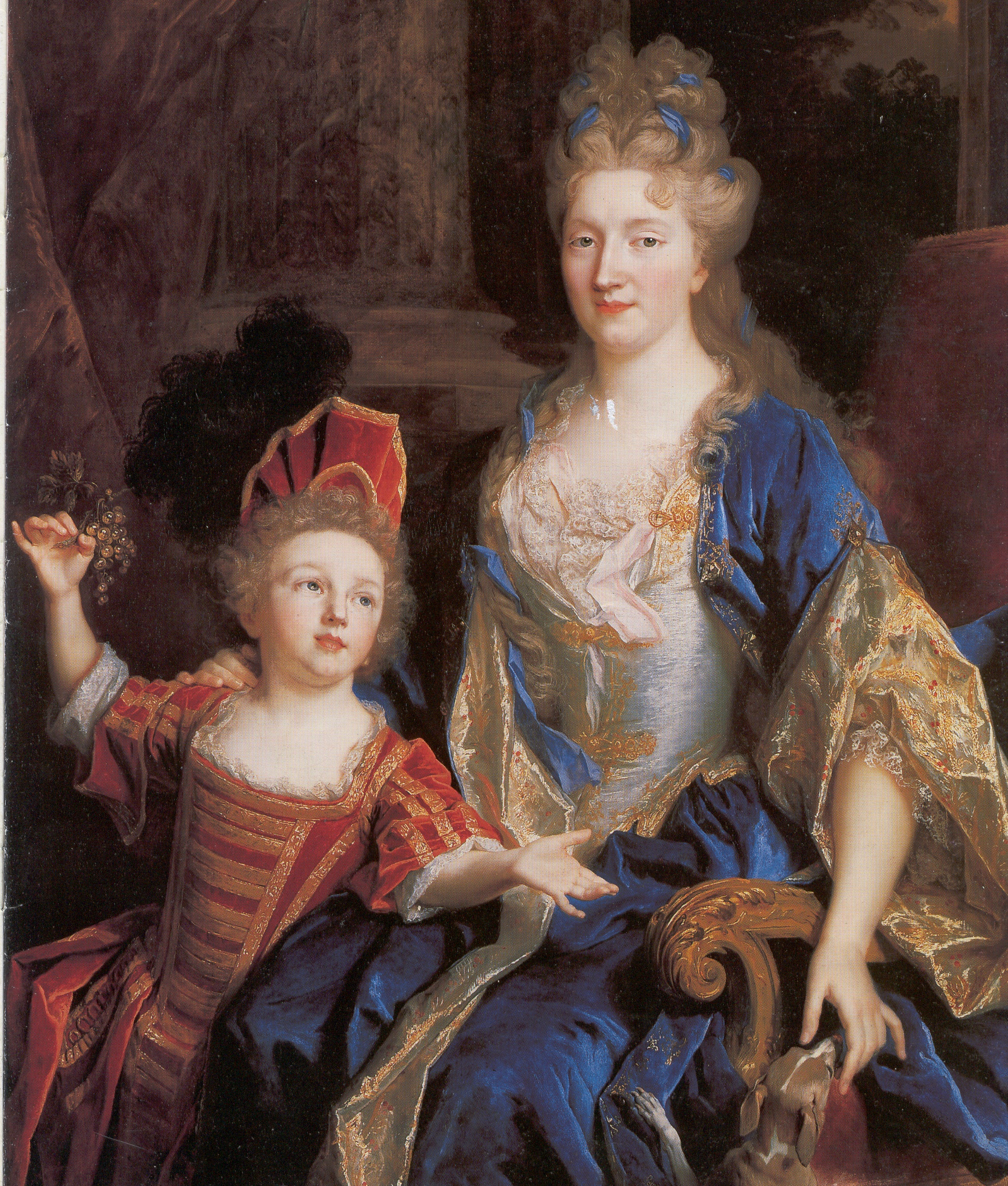
Catherine Coustard met haar zoon Léonor (ca. 1699) Nicolas de Largillière

## Bouwkunst

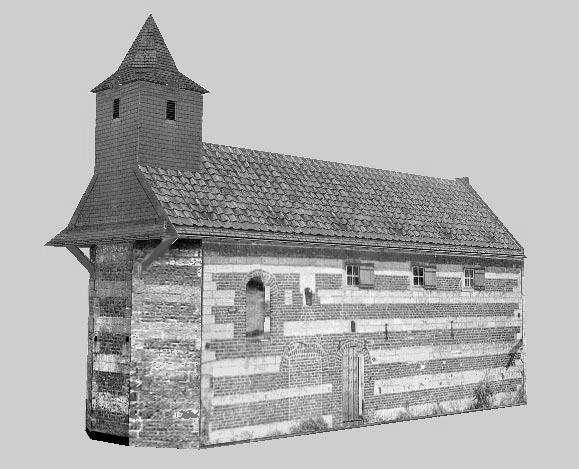
Sint-Janskluis, Geleen (1699)
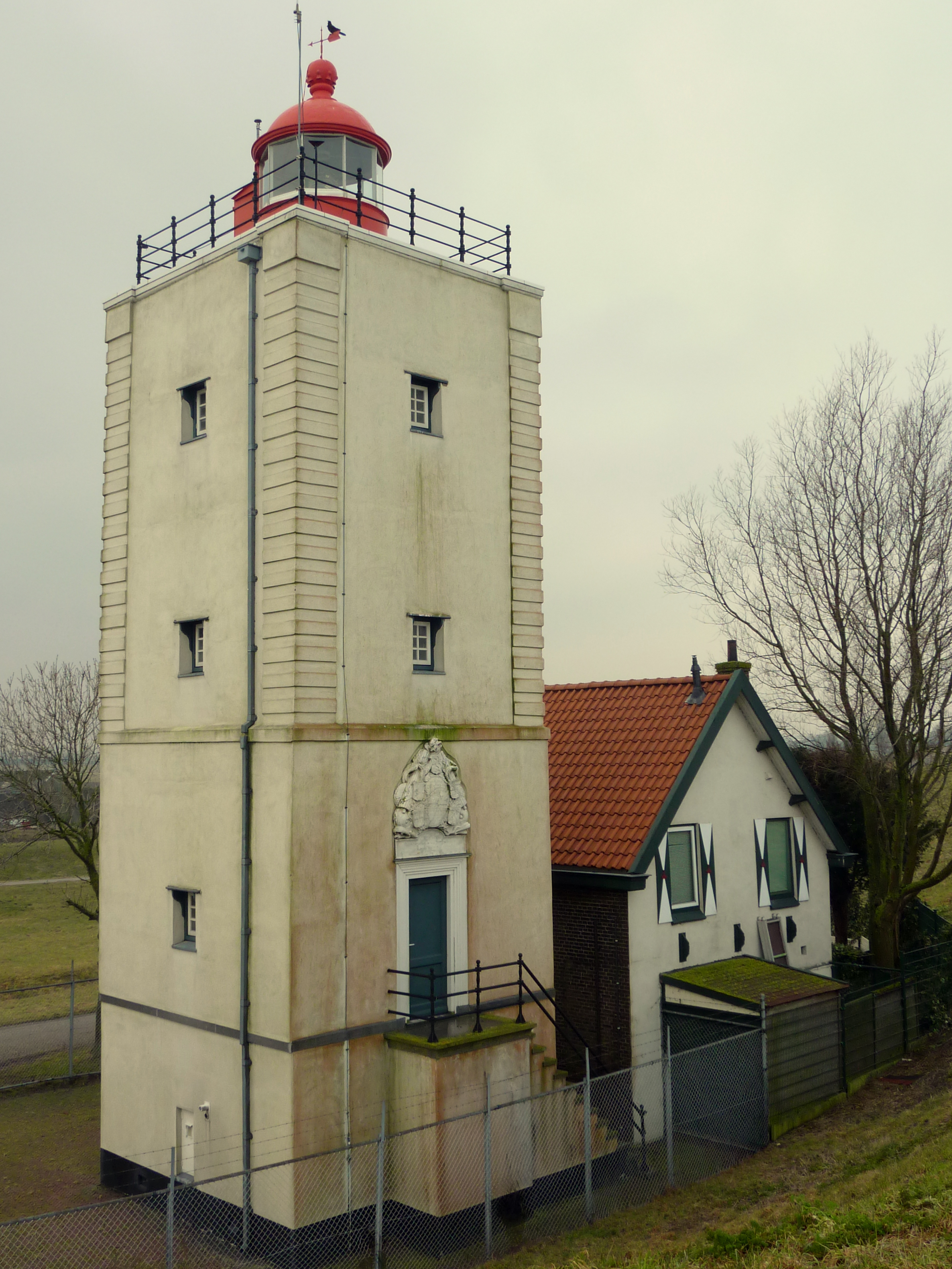
Vuurtoren De Ven, Enkhuizen (1699)

## Geboren
januari
- 2 - Osman III, sultan van het Ottomaanse Rijk (overleden 1757)

maart
- 25 - Johann Adolf Hasse, Duits componist (overleden 1783)

november
- 2 - Jean-Baptiste Siméon Chardin, Frans kunstschilder (overleden 1779)

december
- 10 - Christiaan VI van Denemarken, koning van Denemarken en Noorwegen (overleden 1746)

## Overleden
januari
- 27 - William Temple (70), Engels diplomaat en essayist

februari
- 1 - Charlotte Johanna van Waldeck-Wildungen (34), Duits aristocrate

april
- 21 - Jean Racine (59), Frans schrijver

juli
- 1 - Lodewijk Huygens (68), Nederlands politicus

augustus
- 25 - Christiaan V van Denemarken (53), koning van Denemarken en Noorwegen

september
- 30 - Johann Leusden (75), Nederlands calvinistisch theoloog

december
- 29 - Lodewijk van Nassau-Ottweiler (38), schout-bij-nacht bij de Staatse vloot